# Джонсон, Шейн
Шейн Джонсон (англ. Shane Johnson; род. 29 февраля 1976) — американский актёр, наиболее известный по роли Купера Сакса в сериале «Власть в ночном городе».

## Биография
Дебютировал в 1998 году в фильме Стивена Спилберга «Спасти рядового Райана». Снимался в эпизодических ролях в фильмах и сериалах «ФАКультет», «Хулиганы и ботаны», «В тылу врага, «Скорая помощь», «Кости», «Детектив Раш», «Великий Бак Ховард», «C.S.I.: Место преступления Майами», «Касл» и многих других.
В 2014 Шейн Джонсон исполнил заглавную роль в фильме ужасов в стиле мокьюментари «Одержимость Майкла Кинга». Хотя фильм подвергся разгромной критике, актёрская игра Джонсона была высоко оценена. В том же году актёр получил роль Купера Сакса в сериале «Власть в ночном городе», со второго сезона его персонаж стал одним из главных действующих лиц.

## Фильмография
| Год       |    | Русское название                    | Оригинальное название                      | Роль                         |
| --------- | -- | ----------------------------------- | ------------------------------------------ | ---------------------------- |
| 1998      | ф  | Спасти рядового Райана              | Saving Private Ryan                        | американский солдат          |
| 2000      | с  | ФАКультет                           | Undressed                                  | Кейси                        |
| 2000      | с  | Хулиганы и ботаны                   | Freaks and Geeks                           | симпатичный парень           |
| 2001      | ф  | В тылу врага                        | Behind Enemy Lines                         | оператор «Красной Короны» #2 |
| 2002      | ф  | Тыковка                             | Pumpkin                                    | Джереми                      |
| 2002      | тф | Успех                               | The Big Time                               | Тимоти Уилкинсон             |
| 2002      | с  | Скорая помощь                       | ER                                         | Джейсон                      |
| 2002      | с  | Хищные птицы                        | Birds of Prey                              | Колин                        |
| 2003      | ф  | Чёрный кадиллак                     | Black Cadillac                             | Скотт                        |
| 2006      | с  | Кости                               | Bones                                      | Кайл Ричардсон               |
| 2006      | с  | C.S.I.: Место преступления Нью-Йорк | CSI: NY                                    | Лиам Гриффин                 |
| 2006      | с  | Детектив Раш                        | Cold Case                                  | Шон «Куп» Купер              |
| 2007      | ф  | Заложники                           | Take                                       | офицер Руньон                |
| 2008      | ф  | Великий Бак Ховард                  | The Great Buck Howard                      | продюсер из Лас-Вегаса       |
| 2008      | с  | C.S.I.: Место преступления Майами   | CSI: Miami                                 | Ти-Джей Пратт                |
| 2008      | с  | Адвокатская практика                | Raising the Bar                            | Уилл                         |
| 2010      | с  | Больница Майами                     | Miami Medical                              | Райан                        |
| 2010      | с  | Частная практика                    | Private Practice                           | Дэйв Уокер                   |
| 2011      | с  | Ищейка                              | The Closer                                 | Маркус Уинслоу               |
| 2012      | с  | Морская полиция: Спецотдел          | NCIS: Naval Criminal Investigative Service | агент ЦРУ Стивен Уилер       |
| 2012      | с  | Касл                                | Castle                                     | Адам Джонс                   |
| 2012      | с  | Мыслить как преступник              | Criminal Minds                             | Чад Миллс                    |
| 2013      | тф | Тень над Месой                      | Shadow on the Mesa                         | Арт Дауди                    |
| 2014      | ф  | Одержимость Майкла Кинга            | The Possession of Michael King             | Майкл Кинг                   |
| 2014—2020 | с  | Власть в ночном городе              | Power                                      | Купер Сакс                   |
| 2016      | ф  | Без ума от любви                    | Losing in Love                             | Джимми                       |
| 2017      | с  | Скандал                             | Scandal                                    | Донни Логан                  |
|           | ф  | Вечная смерть                       | Death Everlasting                          | Крис Райт                    |

## Озвучивание видеоигр
- 2007 — The World Ends with You — Мегуми (английская версия)
- 2010 — Fallout: New Vegas — Джек / Зазывала «Серебряной лихорадки» / Мик / Мэнни Варгас / Надсмотрщик / Оскар Веласко /Риджис / Рой /Старый Бен / Головорез Ван Графф
- 2010 — The 3rd Birthday — мужские голоса
- 2015 — Final Fantasy Type-0 — дополнительные голоса
- 2015 — Rise of the Tomb Raider — дополнительные голоса
- 2016 — World of Final Fantasy — озвучка английской версии игры